# 98 aC
El 98 aC va ser un any del calendari romà prejulià. En aquell temps, era conegut com a any del consolat de Nepot i Didi (o, més rarament, any 656 ab urbe condita o de la fundació de la ciutat). L'ús del nom «98 aC» per referir-se a aquest any es remunta a l'alta edat mitjana, quan el sistema Anno Domini va ser el mètode de numeració dels anys més comú a Europa.

## Esdeveniments

### República Romana
- Quint Cecili Metel Nepot i Tit Didi són elegits cònsols. Durant l seu mandat proposen la Lex Caecilia Didia que derogava la Lex Satura, una llei que havia permès de presentar als comicis els projectes formats per afers diversos entre ells, agrupats en una llei amb l'objecte que s'aprovessin o rebutgessin tots a la vegada.[2]
- Marc Antoni l'Orador defensa a Mani Aquil·li el Jove acusat per Luci Fufi de mala administració a Sicília. Encara que hi ha proves de la seva culpabilitat, és absolt per la seva valentia a la guerra.[3][4]
- Cal·lifana, sacerdotessa de Vèlia, a la Magna Grècia, rep la ciutadania romana a petició de Gai Valeri Flac, quan encara els ciutadans de Vèlia no tenien aquesta ciutadania, amb l'objecte de portar sacerdotesses a Roma pel culte dels déus estrangers, i per realitzar sacrificis també en nom dels romans.[5]

## Necrològiques
- Kaika, emperador potser llegendari del Japó.[6]